# Sommer-Paralympics 2024/Teilnehmer (Somalia)
| stlisierte Goldmedaille | stlisierte Silbermedaille | stlisierte Bronzemedaille |
| ----------------------- | ------------------------- | ------------------------- |
| —                       | —                         | —                         |

Somalia entsandte für die Paralympischen Spiele 2024 in Paris einen Leichtathleten.

## Teilnehmer

### Leichtathletik
| Athleten          | Klassifizierung | Wettbewerb  | Finale      | Finale | Rang |
| Athleten          | Klassifizierung | Wettbewerb  | Weite       | Rang   | Rang |
| ----------------- | --------------- | ----------- | ----------- | ------ | ---- |
| Männer            |                 |             |             |        |      |
| Mahdi Abshir Omar | F57             | Kugelstoßen | 4,17 m (SB) | 12     | 12   |

SB: Persönliche Saisonbestleistung